# Хелмут Краусер
Хелмут Краусер (на немски: Helmut Krausser) е немски писател и композитор, автор на романи, разкази, стихотворения, пиеси и музикални творби.

## Биография и творчество
Хелмут Краусер започва писателския си път през 1980 г., когато 16-годишен представя „13 песимистични стихотворения“ в Баварското радио. Следват няколко предавания във „Форума за млади автори“.
След 1989 г. Краусер публикува многобройни романи, разкази и стихосбирки, а също радиопиеси и театрални пиеси. Негови творби са издадени в редица европейски страни, както и в Бразилия, САЩ и Южна Корея.
Краусер пише статии за вестници и списания, а след 2010 г. се изявява като композитор. Наред с това създава либретото към операта „Бели нощи“ по мотиви на Кнут Хамсун и камерната опера „У дома сме“.
През зимния семестър на 2007/2008 г. поема професура по поетика в Мюнхенския университет.
Днес Хелмут Красауер живее със семейството си в Рим и Потсдам.